# Паскач
Паскач је био српски племић за вријеме Српског царства, који је имао титулу кнеза. Заједно са сином, севастократором Влатком, основао је манастир Светог Николе у селу Псачи, у коме се налази ктиторска фреска његове породице (три генерације), фрескописана између 1365. и 1371. године. Приказан је као старац, сиједе косе, како држи модел цркве заједно са Влатком у средини. Поред Паскача је његова жена, племикиња Озра, и њихов унук, Угљеша. Породица носи скупоцјену одјећу. О Паскачу се више ништа не зна, он се не помиње у донаторским повељама. Његова функција у држави је непозната и није познато у ком својству је добио титулу кнеза. Мандић претпоставља да је Паскач био великаш, који је наслиједио Војислава као велики кнез, док је Лазар ту титулу добио након Паскачеве смрти, могуће за вријеме царства. Композиција фресака се вреднује високо, као и други радови из 14. вијека, дио је неколико посебних студија.